# Gino Gasperini
Conte Gino Gasperini (Roma, 21 giugno 1885 – Roma, 25 febbraio 1961) è stato un magistrato e politico italiano.

## Biografia
Figlio di Giovanni Gasperini e della contessa Gisella Zacco, laureatosi con il massimo dei voti in giurisprudenza presso l'Università di Torino (13 luglio 1907),entrò nella magistratura ordinaria nel 1909, per poi passare in quella amministrativa.

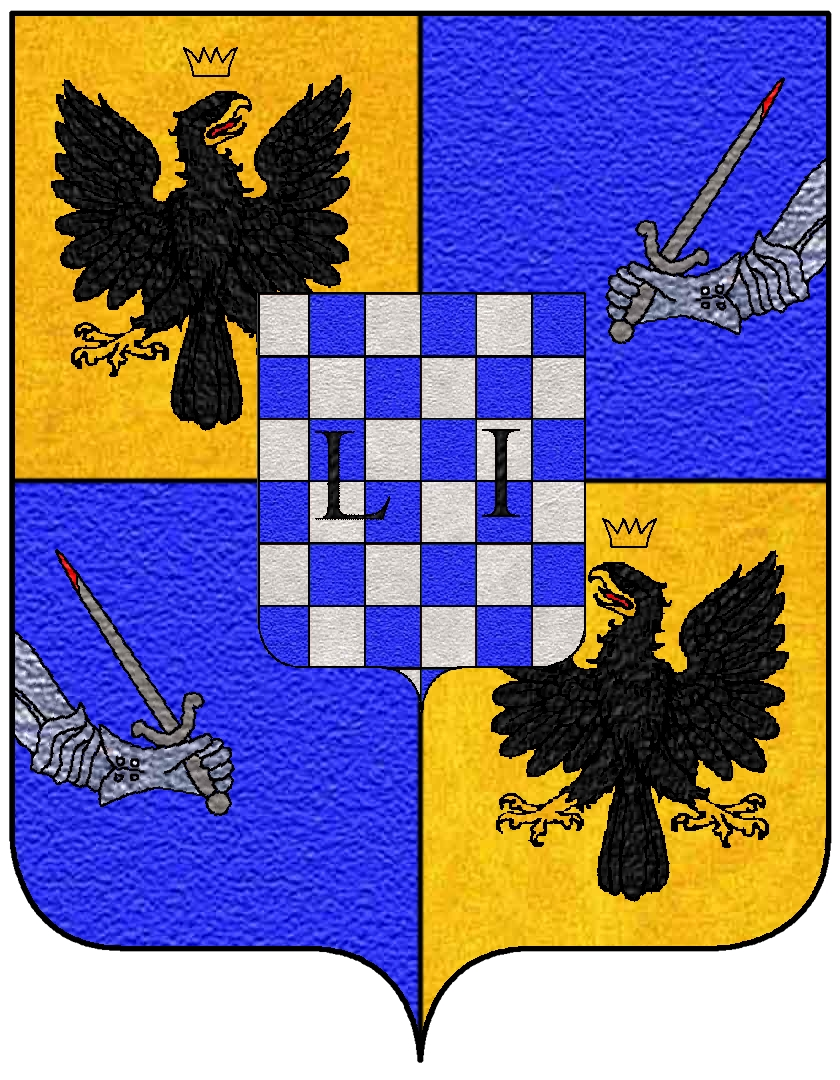
Stemma Zacco trasmesso agli eredi Gasperini

Il 21 gennaio del 1919, presso Rosignano Marittimo, sposò Maria de Facci Negrati, dalla quale ebbe, nel novembre successivo, il figlio Fausto. Dal 1924 al 1928 fu consigliere di Stato; in seguito venne nominato alla presidenza della Corte dei conti, a capo della quale rimase per oltre quindici anni fino al 3 settembre 1944 quando, sottoposto a procedimento di epurazione, fu sospeso e collocato a riposo. 
Senatore del Regno dal 1934, dopo la caduta del fascismo iniziò la fase più cupa per la sua vita e la sua carriera. Il 16 novembre del 1944 fu dichiarato decaduto con ordinanza dell'Alta Corte di Giustizia per le Sanzioni contro il Fascismo ma, in seguito, con sentenza dell'8 luglio 1948 delle Sezioni Unite Civili della Suprema Corte di cassazione venne riabilitato, annullando la decadenza dalla carica di senatore. 
Tra i suoi numerosi scritti dottrinari, firmò assieme a Mariano D’Amelio (all’epoca all’epoca presidente della Corte di Cassazione) un contributo riguardante i contatti giurisdizionali della Corte di Cassazione e della Corte dei Conti. Si occupò, altresì, di studiare ed elaborare una riforma generale dell’ordinamento della Corte, le cui linee fondamentali furono poi fissate nel testo unico approvato con il Regio Decreto 12 luglio 1934, n. 1214.